# Phrurolithus parcus
Phrurolithus parcus là một loài nhện trong họ Phrurolithidae.
Loài này thuộc chi Phrurolithus. Phrurolithus parcus được Nicholas Marcellus Hentz miêu tả năm 1847.